# Jablonec nad Nisou-i járás

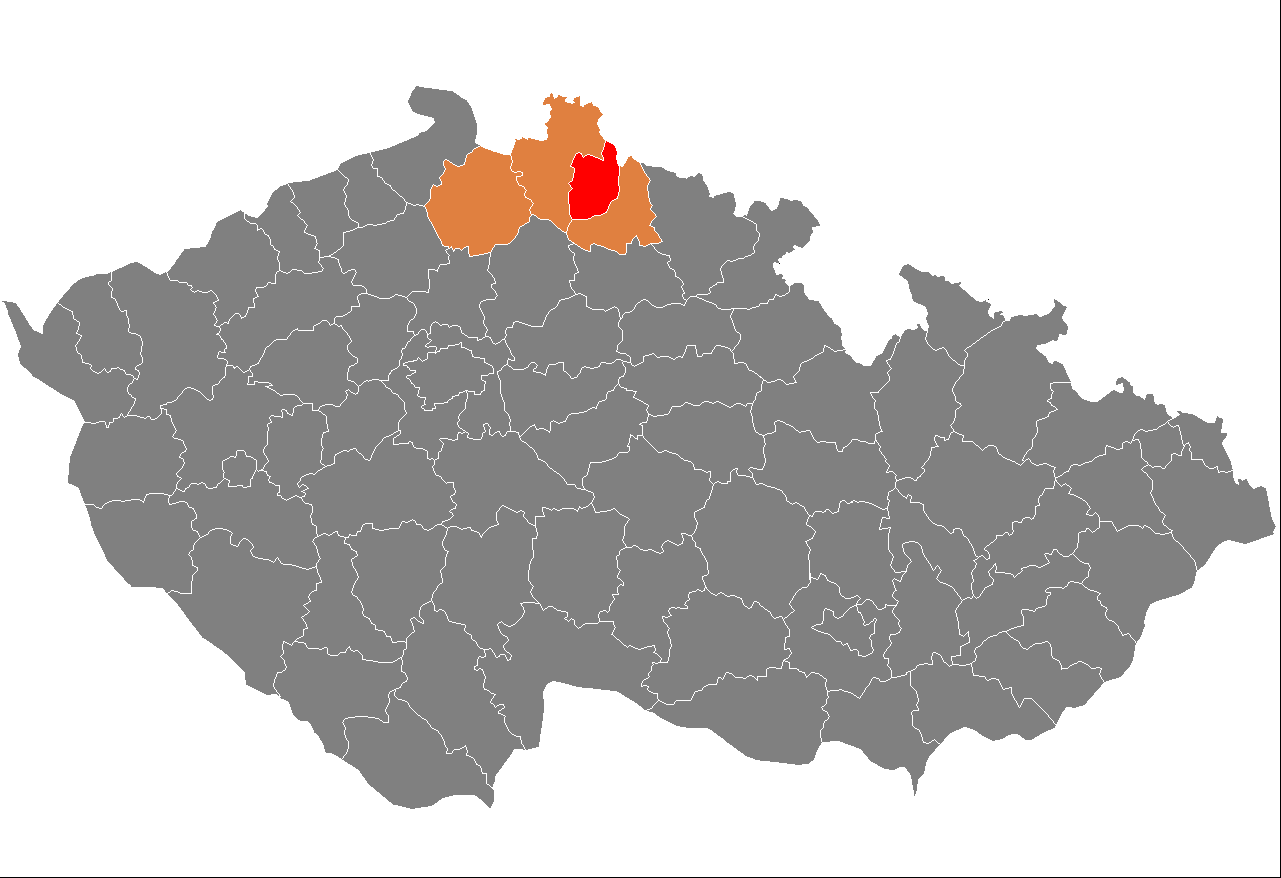
A Jablonec nad Nisou-i járás

A Jablonec nad Nisou-i járás (csehül: Okres Jablonec nad Nisou) közigazgatási egység Csehország Libereci kerületében. Székhelye Jablonec nad Nisou. Lakosainak száma 91 752 fő (2009). Területe 402,30 km².

## Városai, mezővárosai és községei
A városok félkövér, a mezővárosok dőlt, a községek álló betűkkel szerepelnek a felsorolásban.
Albrechtice v Jizerských horách •
Bedřichov •
Dalešice •
Desná •
Držkov •
Frýdštejn •
Jablonec nad Nisou •
Janov nad Nisou •
Jenišovice •
Jílové u Držkova •
Jiřetín pod Bukovou •
Josefův Důl •
Koberovy •
Kořenov •
Líšný •
Loužnice •
Lučany nad Nisou •
Malá Skála •
Maršovice •
Nová Ves nad Nisou •
Pěnčín •
Plavy •
Pulečný •
Radčice •
Rádlo •
Rychnov u Jablonce nad Nisou •
Skuhrov •
Smržovka •
Tanvald •
Velké Hamry •
Vlastiboř •
Zásada •
Železný Brod •
Zlatá Olešnice

## Fordítás
- Ez a szócikk részben vagy egészben  a   Jablonec nad Nisou District című angol Wikipédia-szócikk ezen változatának fordításán alapul.  Az eredeti cikk szerkesztőit annak laptörténete sorolja fel. Ez a jelzés csupán a megfogalmazás eredetét és a szerzői jogokat jelzi, nem szolgál a cikkben szereplő információk forrásmegjelöléseként.
- Ez a szócikk részben vagy egészben  az   Okres Jablonec nad Nisou című cseh Wikipédia-szócikk ezen változatának fordításán alapul.  Az eredeti cikk szerkesztőit annak laptörténete sorolja fel. Ez a jelzés csupán a megfogalmazás eredetét és a szerzői jogokat jelzi, nem szolgál a cikkben szereplő információk forrásmegjelöléseként.